# Emirat d'Al-Mariyya
L'emirat d'Almeria o Al-Mariyya fou un efímer estat musulmà que va existir a la comarca d'Almeria.
Davant la descomposició del poder del califat de Còrdova, el governador Khayran as-Saqlabí (l'Eslau) al-Fatah es va fer independent virtualment el 1012 però sense declarar-se sobirà, i per reforçar el seu poder, el 1014 va donar suport a la figura fantasma del califa Hixam II (l'autèntic califa havia estat assassinat). L'1 de juliol de 1016 el seu partit (que tenia el suport dels hammudites d'Algesires i de la branca de Ceuta, Tànger i Arzila) va ocupar Còrdova i després d'una fingida recerca d'Hixam II, fou proclamat califa Alí ibn Hammud an-Nàssir de Ceuta i Tànger, i Khayran fou reconegut emir d'Almeria.
La política cordovesa favorable als amazics no va satisfer ni el poble ni el partit eslau. A Còrdova les manifestacions donaven suport a Abd-ar-Rahman, un príncep omeia, i Alí fou assassinat (1017); el partit al govern va aconseguir imposar com successor al seu germà Al-Qàssim ibn Hammud, que ara era emir d'Algesires, Sevilla i Màlaga. Hayran, que d'acord amb Al-Mundhir de Saragossa va proclamar califa a l'omeia Abd-ar-Rahman IV ibn Muhàmmad ibn Abd-al-Màlik ibn Abd-ar-Rahman (III) amb el títol d'al-Murtadà bi-L·lah ("el que és agradable a Déu"). Tots els emirs de la península excepte el de Granada van reconèixer al nou califa i la junta de notables de Còrdova el va proclamar a aquesta ciutat. Però Abd al-Rahman IV no es va deixar governar per Khayran d'Almeria i Al-Múndhir de Saragossa, i aquestos ràpidament va capgirar les seves aliances i va tornar a l'amistat amb Kasim. Mentre el califa Abd-ar-Rahman va atacar Granada i fou derrotat i es va refugiar a Guadix on fou assassinat, el que va permetre la tornada d'al-Qàssim a Còrdova.
Khayran va conquerir Cartagena vers el 1020, arribant fins a la regió d'Alacant. El 1021 va donar suport a Yahya I ibn Alí, el fill d'Alí, que l'havia succeït en els dominis africans i va desembarcar el 1021 a la península, a Màlaga. Al-Qàssim va fugir i es va refugiar a Sevilla i Yahya va entrar a Còrdova i es va proclamar califa (5 d'agost del 1021) i va traslladar la capital a Màlaga on el partit amazic era més fort.
Khayran va morir el 1028 i el va succeir un altre oficial eslau, Abu-l-Qàssim Zuhayr. Fou aquest emir el que va nomenar visir a Ibn Abbàs, que fou el que va planejar l'aliança amb Màlaga dirigida essencialment contra Granada. La guerra contra Granada va esclatar el 1037, i les tropes d'Almeria foren derrotades decisivament per l'emir Badis i el seu germà Buluggin al lloc d'Al-Bunt, proper a la ciutat de Granada; l'emir d'Almeria va morir i les forces de Granada van ocupar l'emirat.
El 1039 els granadins van retirar les seves forces d'Almeria per anar a combatre a Sevilla. Almeria, Múrcia i Alacant foren ocupades ràpidament pels valencians que van confirmar Abu-Bakr Àhmad ibn Tàhir com a governador de Múrcia (càrrec que exercia feia anys). Dénia va ocupar el nord de Múrcia.
El governador d'Almeria, Abu-l-Àhwas Man ibn Sumàdih es va fer independent el 1041 i va fundar la dinastia sumadíhida. Abu-Bakr va seguir el seu exemple a Múrcia i va fundar la dinastia dels Banu Tàhir, però València va retenir la part d'Alacant que controlava.
Vers el 1051 va morir Man i el va succeir el seu fill Muhàmmad ibn Man al-Mútassim que es va enfrontar el 1051 amb la revolta del seu germà Sumàdih ibn Man, que va aconseguir dominar. Ibn Khatib es va independitzar durant aquesta revolta a Llorca i va fundar la dinastia dels Banu Labbun. El 1087 va morir Muhàmmad i el va succeir un dels fills sent discutida la successió. Els fills eren:
- Abu Muhàmmad Abd Al·lah (o Ubayd Al·lah) ibn Muhammad ibn Man ibn Muhammad Ibn Sumadih, titulat Izzat al-Dawla i potser al-Watiq. El successor més probable.
- Abu Jafar (o Abu Marwan) Àhmad ibn Muhàmmad ibn Man ibn Muhammad Ibn Sumadih, potser titulat Muizz al-Dawla
- Abu Yahyà Zakariya (o Abu Zakariya Yahyà) ibn Muhàmmad ibn Man ibn Muhammad Ibn Sumadih, titulat Rafi al-Dawla

El 1091 el fill successor va anar a Bugia (Àfrica) i va deixar el govern al seu parent Mwar ad-Dawla ibn Sumàdih; poc temps després els almoràvits van ocupar l'emirat.
Emirs d'Almeria:
- Wadhah al-Ahmerig (senyor de Cartagena) 1013-1020
- Khayran as-Saqlabí 1012-1014
- Atlah as-Saqlabí 1014
- Khayran as-Saqlabí 1014-1028 (senyor d'Almeria, reconegut 1016, conquesta Cartagena cap al 1020)
- Abu-l-Qàssim Zuhayr 1028-1037

A l'emirat de Granada 1037-1038

A l'emirat de Balànsiya 1038-1041
- Man ibn Muhàmmad 1041-1051
- Muhàmmad ibn Man al-Mútassim 1051 en lluita contra:
- Sumàdih ibn Man 1051
- Muhàmmad ibn Man al-Mútassim 1051-1091 (sol)
- Un dels seus tres fills (Vegeu al text) 1091
- Mwar ad-Dawla ibn Sumàdih 1091
- a la dinastia dels almoràvits 1091